# Артабан (царь Парфии II века до н. э.)
Артабан I/II (парф. 𐭍𐭐𐭕𐭓 — Ардаван), правивший под тронным именем Аршак (др.-греч. Ἀρσάκης, парф. 𐭀𐭓𐭔𐭊; ум. в 120-х годах до н. э.), — царь царей Парфии из династии Аршакидов. Вероятно, сын царя Фрияпатия. Недолго правил в 120-х годах до н. э. Заключил мирный договор с вторгнувшимися в годы правления Фраата II индоевропейскими племенами и восстановил власть парфян в Месопотамии.
В традиционной историографии Парфянского царства человек по имени Артабан, правивший в 120-х годах до н. э., обозначался порядковым номером II, поскольку Артабаном I считали третьего правителя Парфии и сына брата Аршака I Тиридата. Однако в дальнейшем данная теория была пересмотрена и отвергнута. К концу 1980-х годов бывшего Артабана II стали называть Артабаном I. В XXI же веке эта система подверглась очередному пересмотру, и ряд авторов стал вновь считать Артабана I Артабаном II, называя Артабаном I человека, правившего прямо перед ним.

## Историография
Всё известное на сегодняшний день о первых четырёх правителях Парфии из-за наличия немногочисленных и противоречивых источников является неопределённым, в связи с чем авторы исследований первоначально разделились во мнениях, кого именно считать следующими друг за другом правителями, и на свет появился ряд противоречащих друг другу гипотез. Первая рассматривает Аршака I как фигуру легендарную, а его брата Тиридата — как основного правителя царства, наследником которого стал якобы его сын Артабан I. Она имеет статус традиционной истории династии Аршакидов. Этой версии придерживалось большинство ранних исследователей Парфии. В публикациях XX века и ранее тот человек, что в более современных публикациях обозначается как «Артабан I», носил имя «Артабан II», в то время как Артабаном I называли сына якобы ставшего наследником своего брата Аршака Тиридата. Согласно ранним исследователям парфянской истории, в 211 году до н. э. царь Парфии Тиридат I умер, и ему наследовал сын Артабан I. В 209 году до н. э. он якобы столкнулся с царём Селевкидов Антиохом III, который одержал над парфянами победу, нейтрализовав Парфию и оставив Аршакидам лишь небольшие владения на границе с Греко-Бактрийским царством. Антиох попытался вернуть государству Селевкидов и владения в Бактрии, но потерпел поражение, а его дальнейший разгром при Магнезии привёл к началу парфянской территориальной экспансии. Согласно данным авторам, Артабан I умер в 191 году до н. э., и его наследником стал якобы его сын Фрияпатий. Данное мнение основывается на предположении, которое на основании труда Юстина сделал в XVIII веке французский нумизмат Жан Фуа-Вайян. Однако ещё в конце XIX века немецкий историк Альфред фон Гутшмид отметил его некорректность.
Уже в 1911 году антиковед Э. Мейер в статье для «Британской энциклопедии» назвал Тиридата вымышленным правителем. В дальнейшем новые археологические находки привели к пересмотру традиционной истории династии и появлению другой гипотезы, которую в середине XX века предложил и в дальнейшем развил польский историк Юзеф Вольский. Она отрицает историчность Артабана и Тиридата, рассказывая, что Аршак I правил более 30 лет и его наследником стал сын того же имени. Уже к концу XX века многие авторы на основании исследований Вольского считали, что Артабана, сына Тиридата, никогда не существовало, однако тогда данный правитель ещё относительно часто встречался в научных трудах, в частности, в «Кембриджской истории Ирана», автор главы о Парфии, в которой Д. Бивар назвал теорию Вольского неоднозначной, предпочёл в своих династических таблицах привести и первую, и вторую хронологию правителей. Однако в дальнейшем точку зрения польского историка приняли, и она стала господствующей среди исследователей парфянской истории. Подавляющее большинство современных антиковедов-иранистов называет Аршака I и Аршака II отцом и сыном и первыми правителями Парфии, а Тиридата и Артабана, его наследника и сына, — вымышленными правителями. Предположительно, большинство парфянских царей были потомками Тиридата, а не Аршака, в связи с чем они сознательно возвеличивали своего прямого предка и умаляли роль Аршака в создании Парфянского царства.
По состоянию на XXI век предположение, что третьего правителя Парфии звали Артабан, периодически встречается в литературе, однако является давно устаревшим: большинство современных исследователей отрицают существование такого правителя, как сын Тиридата по имени «Артабан», а также отрицают само правление Тиридата, называя Артабаном I сына Фрияпатия, бывшего Артабана II. События, которые ранее приписывались времени правления Артабана I, наследника Тиридата, ныне описываются как происходившие в годы правления Аршака II, сына долгоправившего и умершего в преклонном возрасте Аршака I. Впрочем, в современной литературе также встречается точка зрения, что Артабан, правивший со 127/26 года до н. э., действительно был Артабаном II, а Артабаном I звали его предшественника, «Аршака VII», которого из-за незначительной продолжительности правления Юстин объединил в одного человека с его наследником.

## Биография

### Происхождение
Период правления первых Аршакидов, равно как и их приход к власти, не описан подробно в античных источниках. Об этом периоде отсутствуют надёжные письменные свидетельства, из-за чего исследователи опираются на изначально небеспристрастные и откровенно враждебные к парфянам греческие и римские фрагментарные сочинения. Существует множество версий относительно происхождения родоначальника династии Аршака I. Различные античные источники называли его разбойником, то ли бактрийцем, то ли вождём кочевого племени парнов из конфедерации дахов, который захватил Парфиену и Гирканию, то ли потомком селевкидского сатрапа Андрагора, либо даже персидского царя Артаксеркса II. Последней версии придерживались в дальнейшем и сами Аршакиды, однако подтверждения она не находит. Современные историки считают, что Аршак I был вождём кочевого иранского племени парнов, который захватил Парфию и принял язык и культуру покорённых народов, в том числе и более развитую, по сравнению с язычеством, религию зороастризм.
Ниже представлено генеалогическое древо первого века правления в Парфии династии Аршакидов согласно историку Н. Овертуму, не являющееся, однако, общепризнанным. Ряд авторов не признаёт существование Аршака IV или считает Фрияпатия и его сыновей прямыми потомками Аршака I и II, а не его брата Тиридата.
|  |  |  |  |  |  |                |                |                |                |                |                |  |  |         |         | Фрияпит  |          |          |          |          |          |            |            |            |            |            |            |                |                |                |                |                |                |       |       |  |  |           |           |           |           |           |           |  |  |  |  |  |  |  |  |  |  |  |  |  |  |  |  |  |  |
|  |  |  |  |  |  |                |                |                |                |                |                |  |  |         |         |          |          |          |          |          |          |            |            |            |            |            |            |                |                |                |                |                |                |       |       |  |  |           |           |           |           |           |           |  |  |  |  |  |  |  |  |  |  |  |  |  |  |  |  |  |  |
|  |  |  |  |  |  |                |                |                |                |                |                |  |  |         |         |          |          |          |          |          |          |            |            |            |            |            |            |                |                |                |                |                |                |       |       |  |  |           |           |           |           |           |           |  |  |  |  |  |  |  |  |  |  |  |  |  |  |  |  |  |  |
|  |  |  |  |  |  | Аршак I        | Аршак I        | Аршак I        | Аршак I        | Аршак I        | Аршак I        |  |  |         |         |          |          |          |          |          |          |            |            |            |            |            |            | Тиридат        | Тиридат        | Тиридат        | Тиридат        | Тиридат        | Тиридат        |       |       |  |  |           |           |           |           |           |           |  |  |  |  |  |  |  |  |  |  |  |  |  |  |  |  |  |  |
|  |  |  |  |  |  | Аршак I        | Аршак I        | Аршак I        | Аршак I        | Аршак I        | Аршак I        |  |  |         |         |          |          |          |          |          |          |            |            |            |            |            |            | Тиридат        | Тиридат        | Тиридат        | Тиридат        | Тиридат        | Тиридат        |       |       |  |  |           |           |           |           |           |           |  |  |  |  |  |  |  |  |  |  |  |  |  |  |  |  |  |  |
|  |  |  |  |  |  | Аршак II       | Аршак II       | Аршак II       | Аршак II       | Аршак II       | Аршак II       |  |  |         |         |          |          |          |          |          |          |            |            |            |            |            |            | имя неизвестно | имя неизвестно | имя неизвестно | имя неизвестно | имя неизвестно | имя неизвестно |       |       |  |  |           |           |           |           |           |           |  |  |  |  |  |  |  |  |  |  |  |  |  |  |  |  |  |  |
|  |  |  |  |  |  | Аршак II       | Аршак II       | Аршак II       | Аршак II       | Аршак II       | Аршак II       |  |  |         |         |          |          |          |          |          |          |            |            |            |            |            |            | имя неизвестно | имя неизвестно | имя неизвестно | имя неизвестно | имя неизвестно | имя неизвестно |       |       |  |  |           |           |           |           |           |           |  |  |  |  |  |  |  |  |  |  |  |  |  |  |  |  |  |  |
|  |  |  |  |  |  | имя неизвестно | имя неизвестно | имя неизвестно | имя неизвестно | имя неизвестно | имя неизвестно |  |  |         |         |          |          |          |          |          |          |            |            |            |            |            |            | Фрияпатий      | Фрияпатий      | Фрияпатий      | Фрияпатий      | Фрияпатий      | Фрияпатий      |       |       |  |  |           |           |           |           |           |           |  |  |  |  |  |  |  |  |  |  |  |  |  |  |  |  |  |  |
|  |  |  |  |  |  | имя неизвестно | имя неизвестно | имя неизвестно | имя неизвестно | имя неизвестно | имя неизвестно |  |  |         |         |          |          |          |          |          |          |            |            |            |            |            |            | Фрияпатий      | Фрияпатий      | Фрияпатий      | Фрияпатий      | Фрияпатий      | Фрияпатий      |       |       |  |  |           |           |           |           |           |           |  |  |  |  |  |  |  |  |  |  |  |  |  |  |  |  |  |  |
|  |  |  |  |  |  |                |                |                |                |                |                |  |  |         |         |          |          |          |          |          |          |            |            |            |            |            |            |                |                |                |                |                |                |       |       |  |  |           |           |           |           |           |           |  |  |  |  |  |  |  |  |  |  |  |  |  |  |  |  |  |  |
|  |  |  |  |  |  | Аршак IV       | Аршак IV       | Аршак IV       | Аршак IV       | Аршак IV       | Аршак IV       |  |  | Фраат I | Фраат I | Фраат I  | Фраат I  | Фраат I  | Фраат I  |          |          | Митридат I | Митридат I | Митридат I | Митридат I | Митридат I | Митридат I |                |                | Багаз          | Багаз          | Багаз          | Багаз          | Багаз | Багаз |  |  | Артабан I | Артабан I | Артабан I | Артабан I | Артабан I | Артабан I |  |  |  |  |  |  |  |  |  |  |  |  |  |  |  |  |  |  |
|  |  |  |  |  |  | Аршак IV       | Аршак IV       | Аршак IV       | Аршак IV       | Аршак IV       | Аршак IV       |  |  | Фраат I | Фраат I | Фраат I  | Фраат I  | Фраат I  | Фраат I  |          |          | Митридат I | Митридат I | Митридат I | Митридат I | Митридат I | Митридат I |                |                | Багаз          | Багаз          | Багаз          | Багаз          | Багаз | Багаз |  |  | Артабан I | Артабан I | Артабан I | Артабан I | Артабан I | Артабан I |  |  |  |  |  |  |  |  |  |  |  |  |  |  |  |  |  |  |
|  |  |  |  |  |  |                |                |                |                |                |                |  |  |         |         |          |          |          |          |          |          |            |            |            |            |            |            |                |                |                |                |                |                |       |       |  |  |           |           |           |           |           |           |  |  |  |  |  |  |  |  |  |  |  |  |  |  |  |  |  |  |
|  |  |  |  |  |  |                |                |                |                |                |                |  |  |         |         | Фраат II | Фраат II | Фраат II | Фраат II | Фраат II | Фраат II |            |            |            |            | Санатрук   | Санатрук   | Санатрук       | Санатрук       | Санатрук       | Санатрук       |                |                |       |       |  |  |           |           |           |           |           |           |  |  |  |  |  |  |  |  |  |  |  |  |  |  |  |  |  |  |

Артабан I, согласно большинству исследователей, является сыном царя Парфии Фрияпатия. Известно, что римский историк Юстин, наряду с указанием того, что Фраату II, сыну Митридата I, наследовал его дядя по отцу, указывал, что у Фрияпатия были лишь два сына — Митридат I и Фраат I. Обычно исследователи решают это противоречие, увеличив число детей Фрияпатия и называя Артабана его сыном. В частности, Н. Овертум отметил, что Юстин в замечании о «двух сыновьях» мог иметь в виду только взрослых сыновей, а не детей, поскольку известно, что у него в любом случае было больше сыновей, в частности Багаз. Однако российский историк А. С. Балахванцев поставил под сомнение отнесение Артабана к сыновьям Фрияпатия. Он посчитал, что более вероятен вариант ошибки именно в первом заключении Юстина, о том, что Артабан был Фраату II «дядей по отцу», поскольку в его эпитоме Помпея Трога есть и другие таковые необычные искажения, в связи с чем посчитал Артабана племянником Фрияпатия.

### Правление
Главным источником по ранней парфянской истории является составленная Юстином эпитома «Филипповой истории» Помпея Трога — «всеобщая история восточного мира от ранней древности до правления Августа». В ней рассказывается, что на фоне «нападения скифов» вместо погибшего сына Митридата I Фраата II, который не оставил потомства, в 127/26 году до н. э. стал править его дядя Артабан. Однако имеющиеся нумизматические данные и остраконы из Нисы предоставляют свидетельства того, что между Фраатом II и Артабаном I в течение 8 месяцев правил некий Багаз. Затем, именно ему мог наследовать Артабан I. В историографии об этом нет консенсуса. Одни авторы называют Багаза царём Парфии, другие нет, порой считая, что он и вовсе умер при жизни Фраата II. Иранский историк Голям Реза Ассар и вовсе в 2005 году представил Багаза как правителя, однако затем, в 2009 году, отказался от подобного заключения. Также Ассар высказал гипотезу, согласно которой Фраату II действительно наследовал некий Артабан, однако его правление было столь незначительно, что Юстин предпочёл объединить его в одно лицо с его наследником, также Артабаном, в связи с чем и назвал его «Артабан II».
Артабан принял власть от своего предшественника в 127/26 году до н. э. Ранее правивший Фраат II погиб в ходе сражения с племенами саков и юэчжей в 128/27 году до н. э. Первоначально Артабан вступил в конфликт со вторгшимися племенами и оборонял от них восточные провинции государства. И хотя в дальнейшем граница Парфянского царства на востоке всё ещё была под угрозой вторжения из Великой степи, большая часть противников отошла обратно, захватив с собой богатую добычу. Согласно Иоанну Антиохийскому, преемник Фраата II выплатил дань напавшим племенам для того, чтобы они покинули Иранское нагорье. Это позволило стабилизировать границы, однако, согласно антиковеду Йону Лендерингу, было унизительным решением, поскольку Аршакиды сами были кочевниками и признание других кочевников равными себе угрожало легитимности династии.
Тем временем юго-западные сатрапии страны, Харакена и Элимаида, провозгласили независимость. Благодаря миру с кочевниками Артабану удалось сосредоточить свои значительно поредевшие силы в западных регионах для подавления восстаний. Когда до Месопотамии дошла весть о смерти Фраата II, правитель Харакены Гиспаосин в 128/27 годах до н. э. вторгся в Вавилонию и принялся опустошать регион, из-за чего Артабану пришлось сосредоточиться на стабилизации обстановки. Царю удалось нанести поражение противнику, однако после этого он пропал из источников. Опираясь на Юстина, Лендеринг, Балахванцев и М. Киа писали, что царь погиб в ходе сражения со вновь вторгнувшимися в Парфию кочевниками — тохарами, которые, согласно Юстину, смертельно ранили его в руку. Однако, по словам Н. Овертума, на момент пропадания из источников Артабан высоковероятно был уже стар, в связи с этим он мог просто умереть от естественных причин. В историографии нет консенсуса о точной дате окончания его правления. Так Линдеринг писал о 122, Э. Домброва — о 123, Р. Шаеган — о 125, а В. Кёртис, М. Киа и К. Шиппманн — о 124/23 годах до н. э.
Успешная политика Артабана на западе, включая возвращение Вавилонии, стала важным шагом на пути к восстановлению власти парфян в регионе. Однако его скоропостижная кончина вновь поставила государство на путь возможной нестабильности, также как и продолжение активных конфликтов на плоскогорье. Его наследником стал один из его сыновей — Артабан II/III, «Аршак X» или Митридат II.

## Монеты
Как и его предшественник, Артабан использовал на монетах титулы «Филэллин» («друг греков») как напоминание о внедрённой Митридатом I политике установления взаимовыгодных контактов с последними и «шахиншах» («царь царей»). Также на монетах использовался традиционный иранский наряд, символизировавший «иранское возрождение» под властью кочевников-парфян, и эллинистическая диадема как греческий колорит и символ многонационального населения страны. По предположению Ассара, Артабан не контролировал большинство иранских монетных дворов во время своего короткого правления из-за вторжения саков, однако Овертум писал, что это вряд ли так, поскольку успешное снятие оккупации с Месопотамии говорит о том, что Артабану удалось заключить мир с кочевниками.